# Red Guaraní
A Red Guaraní era um canal de televisão aberto paraguaio de propriedade do Grupo Vierci, lançado em 1o de julho de 2002. Estava disponível em todo o país graças a uma rede de 20 emissoras. Encerrou suas transmissões em 1º de janeiro de 2019 e foi substituído pelo Noticias PY e E40 TV.